# The Balkan Girls
The Balkan Girls (română „Fetele din Balcani”) este un single de Elena Gheorghe extras de pe albumul Te ador (ediția specială), fiind cântecul cu care se prezintă România la Concursul Muzical Eurovision 2009. A câștigat Selecția Națională 2009 cu 22 de puncte. Cântecul este compus de Laurențiu Duță.

## La Eurovision
„The Balkan Girls” a câștigat Selecția Națională 2009 pe 31 ianuarie, cu un total de peste 3500 de voturi, cu 22 de puncte în fața lui Cătălin Josan și Blaxy Girls.
Deoarece România nu este membră Big Four și nu a câștigat în 2008, Elena a trebuit să participe în semifinalele concursului pentru a putea accede în finală. Cântecul a fost interpretat în prima semifinală, pe 12 mai. Pe 15 martie s-a dezvăluit că "The Balkan Girls" va concura pe locul 14, înaintea Finlandei și după Macedonia."The Balkan Girls" a concurat în marea finală din 16 mai,unde s-a clasat pe locul 19 din 25,cu doar 40 de puncte.

## Turneu de promovare
Melodia a fost înregistrată în toamna lui 2008, iar pe 5 ianuarie 2009 a fost realizat un videoclip de promovare, în studiourile TVR. După ce Elena a câștigat Selecția, pe TVR 1, TVR 2, TVR 3 și TVR Internațional s-a difuzat varianta live a piesei. La 12 februarie, Elena Gheorghe a anunțat că va ține un turneu de promovare al piesei și că va realiza un nou videoclip. La jumătatea lunii, artista a plecat în concediu în Turcia unde s-a întâlnit cu Hadise, reprezentanta Turciei, dând autografe. Primele destinații ale turneului au fost finalele din Republica Moldova și Grecia. În Grecia nu a putut ajunge.
La 5 martie, Elena a început filmările pentru „Balkan Girls” în județul Argeș și într-un club din București. Pe 10 martie a plecat în turneu în Germania, unde a lansat videoclipul melodiei la Târgul de Turism din Berlin. A avut o ședință foto, a dat interviuri și a mers la o emisiune locală.
Următoarele destinații ale Elenei sunt Grecia, Albania, Serbia, Ucraina și Rusia. Urmează să se întâlnească cu Nelly Ciobanu, Lidia Kopania, Susanne Georgi și Kejsi Tola.

## Lista pieselor
Există următoarele versiuni:
- „The Balkan Girls - Original” - 2:57
- „The Balkan Girls - Eurovision Version” - 3:02
- „The Balkan Girls - NEW Final Version” - 3:07
- „The Balkan Girls - Semi-Karaoke” - 3:07
- „The Balkan Girls karaoke” - 2:57
- „The Balkan Girls Official Remix” - 4:03
- „The Balkan Girls - Darone Remix” - 3:26

## Topuri
| Top (2009)        | Poziție maximă |
| ----------------- | -------------- |
| Romanian Top 100  | 1              |
| Europe Hot 200    | 109            |
| Fresh Top 40      | 17             |
| Bravo Top         | 1              |
| TVR Tops          | 1              |
| U Tops            | 1              |
| Bulgarian Top 100 | 69             |